# Saborsko
Saborsko (einst Zaborsko) ist eine Gemeinde im hügeligen Gebiet Zentral-Kroatiens nahe Ogulin.

## Geographie
Saborsko ist ein Gebirgsdorf, das an schräg-abfallenden Hängen und in einem langen und engen Kessel liegt. Es ist wahrscheinlich sogar das sich am längsten ausbreitende Dorf in Kroatien. Die Distanz zwischen dem Eingang zur Ortschaft von Plaški aus und dem anderen Ende bei Kuselj nahe der Plitvicer Seen beträgt 8,7 km. Zählt man auch das Dorf Sertić-Poljana hinzu, das man eigentlich stets als von Saborsko getrennt erachtete, so würde die Ortschaft sich insgesamt auf 12 km Länge ausbreiten. Ein Viertel der Gemeindefläche von Saborsko ist Teil des Nationalparks Plitvicer Seen.

## Einwohnerzahl
Ethnien (Volkszählung 2011):
- Kroaten 77,37 %,
- Serben 21,52 %.

1959 wurden im Dorf 81 Kinder getauft. 1969 lediglich 26. 1979 nur mehr 10 Kinder und 1990 gar nur mehr fünf Kinder. 1974 zählte die Pfarrgemeinde 1701 (-187) Einwohner.
Durch den Kroatien-Krieg wurde auch die restliche Bevölkerung vertrieben. 2003 wurden in der Pfarrgemeinde sieben Kinder getauft.

## Geschichte
Saborsko wird in erhaltenen schriftlichen Quellen erstmals im Modrušer Urbar (kroat. Modruški urbar) 1486 als eine der Ortschaften erwähnt, welche 1449 in den Besitz des kroatischen Bans Stjepan Frankopan II. Ozaljski gelangten. Die Ortschaft existierte auch zuvor. Es ist jedoch sehr wahrscheinlich, dass Frankopan gezielt Bevölkerung in der Ortschaft ansiedeln ließ, nachdem Ende des 12. Jahrhunderts die Modrušer Gespanschaft in seinen Besitz kam.
Aus dem Urbarium ist ersichtlich, dass in Saborsko eine katholische Pfarrgemeinde mit einer Kirche existierte, und dass die Leibeigenen nebst dem Lehensbesitz des Adels auch den kirchlichen Besitz bearbeiten mussten. Trotzdem wurde die Ortschaft, angesichts der Türkeneinfälle, bald verlassen, auch wenn Ansichten bestehen, dass Saborsko nie vollkommen ausgesiedelt war.
Die Bewohner versteckten sich zusammen mit ihren Haustieren in den tiefen Wäldern vor den Osmanen. Als die Ebene von Plaški (kroat. Plaščanska dolina) mit wallachisch-orthodox-Gläubigen wiederbesiedelt wurde, kehrten die in die Krain geflüchteten Kroaten-Katholiken wieder zurück. Daher blieb die Ortschaft bis heute eine überwiegend kroatische Siedlung.

### Pfarrgemeinde Saborsko
Die Pfarrgemeinde Saborsko ist eine Pfarrgemeinde von Rückkehrern. Während des Kroatien-Krieges mussten sich die Verteidiger von Saborsko nach mehreren Monaten zurückziehen. Die Ortschaft, sowie alle Häuser, einschließlich der Pfarrkirche wurde von serbischen Freischärlern zerstört. Die verbliebene ältere Bevölkerung wurde umgebracht und in ein Massengrab nahe dem Pfarrhaus geworfen.
Der Erzbischof von Rijeka-Senj Antun Tamarot leitete vier Jahre nach diesem Ereignis, welches am 12. November 1991 stattfand, die Begräbniszeremonien. Die Zeremonien fanden am 15. November 1995 statt. Die sterblichen Überreste der getöteten Einwohner von Saborsko wurden im Gemeindefriedhof beigesetzt.
Im Totenregister sind überdies noch weitere 16 Personen verzeichnet, die im Kroatien-Krieg verstarben, also insgesamt 40 Personen aus der Pfarrgemeinde von Saborsko.
Die Rückkehr nach Saborsko verlief langsam. Alle Häuser waren zerstört, es herrschte Arbeitslosigkeit und es bestand große Minengefahr. Anfangs kehrten ausschließlich ältere Menschen zurück. Die kroatische Regierung verpflichtete sich dazu, die Familienhäuser und gemeinschaftliche Gebäude wiederzuerrichten, darunter auch die Pfarrkirche. Somit wurden die Bedingungen für eine Rückkehr geschaffen. Dennoch gibt es nur eine geringe Anzahl junger Familien und noch weniger Kinder.
Laut dem Verzeichnis der gesegneten Häuser vom 30. und 31. Dezember 2003 lebten in der Pfarrgemeinde Saborsko in 181 Häusern 465 Katholiken, darunter einige nur zeitweise. In der großen, wiedererrichteten Schule gibt es nur 18 Schüler, was immerhin einer Steigerung von 100 % im Vergleich zum Vorjahr entspricht, als es lediglich 9 Schüler gab. Nach der Befreiung von Saborsko wurde die Pfarrgemeinde von 1995 bis 1996 vom nahe gelegenen Josipdol aus durch Pfarrer Zlatko Sušić, einst Pfarrer von Saborsko, geleitet. Zu dieser Zeit kümmerte sich Pater Tonči um die Bevölkerung. Es folgten Pfarrer Zdenko Skender, welcher auch die Pfarre in Plaški leitete, und seit August 2003 Bruder Slavko Antunović und Bruder Robert Jolić.

## Wirtschaft
Die Umgebung ist reich an Wäldern. Dies ist zugleich Hauptindiz für die Lebensweise der Bevölkerung von Saborsko, welche sich hauptsächlich mit der Waldwirtschaft beschäftigte. Vor dem Zweiten Weltkrieg waren in der Waldwirtschaft und in den Sägereien etwa 2000 Arbeiter angestellt.
Nach dem Krieg sank die Zahl der Sägereien zusehends, was zu vermehrter Aussiedlung führte. In Saborsko ist heutzutage eine Sägerei in Betrieb, welche etwa 20 Personen beschäftigt.

## Weblink
- Website der Gemeinde kroatisch